# Ke Pauk
Ke Pauk có tên lúc sinh là Ke Vin tại làng Chhouk Ksach, phó huyện Chhouk Ksach, huyện Baray, tỉnh Kampong Thom năm 1934. Ông đã qua đời, rõ ràng là do nguyên nhân tự nhiên, khi đang còn ngủ tại nhà tại Anlong Veng vào ngày 15 tháng 2 năm 2002. Ke Pauk là một trong những lãnh đạo cấp cao của Khmer Đỏ.

## Lúc trẻ
Năm 1949, sau một cuộc càn quét vào ngôi làng của ông của quân Pháp, Pauk đã gia nhập phong trào độc lập Khmer Issarak. Năm 1954, sau Hiệp định Genève và Campuchia độc lập khỏi thực dân Pháp, Pauk đã ra khỏi rừng và sớm bị bắt giữ. Bị kết án 6 năm tù, ông bị giam tại các nhà tù ở Phnom Penh và Kampong Thom. Tuy nhiên, sau thời gian thọ án chỉ 3 năm, Pauk đã được tha. Sau khi được tha năm 1957, Pauk trở lại Chhouk Ksach và kết hôn với Soeun. Họ có với nhau 6 mặt con. Lý lịch của ông viết rằng ông đã được Bí thư đảng Siv Heng liên lạc và đề nghị ông tái gia nhập phong trào. Pauk đã gia nhập phong trào Cộng sản Campuchia mới hình thành ở Svay Teab, huyện Chamkar Leu, Kampong Cham.

## Khmer Đỏ
Trước năm 1975, Ke Pauk là một tướng lĩnh dưới quyền của Ta Mok. Khi Khmer Đỏ lên nắm quyền tại Campuchia, Cả nước Campuchia được chia ra bảy khu được đứng đầu bởi các Bí thư khu  gồm: Ney Sarran (khu Đông Bắc), Ta Mok (khu Tây Nam), Chou Chet (khu Tây), So Phim (khu Đông), Koy Thuon (khu Bắc), Ros Nhim (khu Tây Bắc) còn Ke Pauk là Bí thư khu Trung Ương. Từ năm 1976 đến 1978 ngoại trừ Ta Mok và Ke Pauk thì cả 5 Bí thư khu còn lại đều bị Pol Pot ra lệnh thanh trừng và sát hại. Cuối tháng 12 năm 1978 nhận lệnh chỉ huy từ Ta Mok, Ke Pauk đã quy động một cánh quân Khmer Đỏ tấn công vào biên giới Tây Nam Việt Nam từ tỉnh Ta Keo nhưng sớm thất bại và buộc phải rút chạy cùng tàn quân Khmer Đỏ về căn cứ Anlong Veng. Cuối tháng 12 năm 1998, Ke Pauk chính thức đầu hàng chính phủ  và sống tại Anlong Veng đến năm 2002.